# 이원수 (1501년)
이원수(李元秀, 1501년~1561년)는 신사임당의 남편이자 율곡이이의 아버지이며, 조선의 문신이다.
신사임당은 살아 있을 때 이원수에게 공자, 증자, 주희의 고사를 들어가며 재혼하지 말라고 당부했지만 이원수는 이미 신사임당이 살아 있을 때 사임당보다 20살이나 어린 주막집 여자 권씨를 첩으로 삼았으며, 신사임당이 세상을 떠나자 생전의 당부를 무시하고 서모(庶母) 자격으로 권씨를 집에 들였다. 더욱이 권씨는 이원수와 신사임당의 장남인 이선과 나이가 비슷했다고 한다. 이원수가 이렇게 무리수를 두는 행보를 한 이유는 불분명하지만, 아내 신사임당에 대한 질투와 열등감 때문에 일어난 것으로 보기도 한다.
이순신과 친척 사이였다고 전해진다.